# Tosker

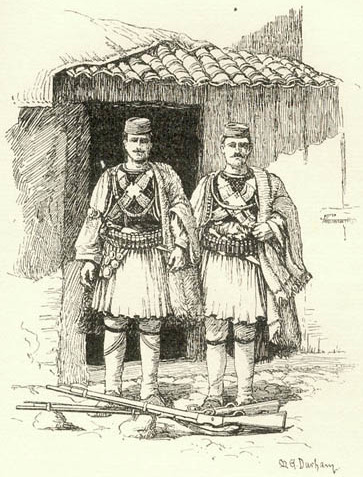
Tosker i traditionella dräkter. Teckning ur The Burden of the Balkans av Edith Durham.

Tosker (på albanska toskë, toskët), namn på albansktalande personer med toskiska som dialekt.
Den andra gruppen av albaner är geger.